# Disa aurata
Espèce
Synonymes
- Disa tripetaloides subsp. aurata (Bolus) H.P.Linder 1981
- Disa tripetaloides var. aurata Bolus 1893

Disa aurata est une espèce d'orchidée trouvée dans la région de Swellendam de la province du Cap, en Afrique du Sud, à des altitudes de 0 à 1000 mètres.

## Publication originale
- (en) Parker L.T. & Koopowitz H., 1993. Biochemical Systematics and Ecology 21 (8): 807.